# Am Lübertshäuschen
Am Lübertshäuschen war eine Ortslage im Norden der bergischen Großstadt Wuppertal.

## Lage und Beschreibung
Die Ortslage lag an dem heutigen Westfalenweg im Norden des Wohnquartiers Uellendahl-West im Stadtbezirk Uellendahl-Katernberg auf einer Höhe von 292 m ü. NHN. Die Ortslage ist heute in der geschlossenen Wohnbebauung entlang des Westfalenwegs aufgegangen.

## Geschichte
Im 19. Jahrhundert gehörte Am Lübertshäuschen zur Mirker Rotte der Oberbürgermeisterei Elberfeld. Der Ort ist auf der Topographischen Aufnahme der Rheinlande von 1824 und auf der Preußischen Uraufnahme von 1843 unbeschriftet eingezeichnet. Auf dem Wuppertaler Stadtplan von 1930 ist es als Am Lübertshäuschen eingezeichnet.
1815/16 werden sechs Einwohner gezählt. Der laut der Statistik und Topographie des Regierungsbezirks Düsseldorf als Kotten kategorisierte Ort wurde zu dieser Zeit Am Lubbertshä. genannt und besaß ein Wohnhaus und ein landwirtschaftliches Gebäude. Zu dieser Zeit lebten 18 Einwohner im Ort, davon drei katholischen und 15 evangelischen Glaubens.
In der Nachbarschaft von Am Lübertshäuschen lagen die zeitgenössischen Höfe und Ortslagen An der Roster, Am Gebrannten, An der Lanter, Am Winkel, Bratwurst, Sonnenschein, Sonnenblume, Untere Sonnenblume, Webershaus, In der Kiepe und An der Schneis, die heute zumeist ebenfalls in die gewachsene städtische Bebauung aufgegangen sind. 